# Kivisaari (ö i Finland, Lappland, Östra Lappland, lat 66,16, long 27,97)
Kivisaari är en ö i Finland. Den ligger i sjön Posionjärvi och i kommunen Posio i den ekonomiska regionen  Östra Lapplands ekonomiska region  och landskapet Lappland, i den norra delen av landet, 700 km norr om huvudstaden Helsingfors. Öns area är 1,2 hektar och dess största längd är 180 meter i nord-sydlig riktning.